# Heart (EP)
Pour les articles homonymes, voir Heart (homonymie).
Albums de Savant
Overkill
(2013) Cult
(2013)
♥ (heart) est le quatrième EP du producteur d'electronic dance music norvégien Aleksander Vinter, et son troisième sous le nom de Savant. Il est sorti le 13 mars 2013 et contient 5 pistes pour une durée totale de 30:44.

## Liste des pistes[1]
| 1.    | Step Up Your Game   | 7:34 |
| 2.    | Wild Ganja          | 4:45 |
| 3.    | ♥ (heart)           | 8:08 |
| 4.    | Siren (feat. Ninür) | 3:40 |
| 5.    | Heartbreakers       | 6:39 |
| 30:44 |                     |      |